# Bisdom Oyo
Het bisdom Oyo (Latijn: Dioecesis Oyoensis) is een rooms-katholiek bisdom met als zetel de stad Oyo in Nigeria. Het bisdom is suffragaan aan het aartsbisdom Ibadan.

## Geschiedenis
Het bisdom werd opgericht op 3 maart 1949, uit het apostolisch vicariaat Lagos, als de apostolische prefectuur Oyo. Op 18 januari 1963 werd het verheven tot een bisdom. 
Op 3 maart 1995 verloor het gebied bij de oprichting van het bisdom Osogbo.

## Parochies
In 2019 telde het bisdom 32 parochies. Het bisdom had in 2019 een oppervlakte van 18.000 km2 en telde 2.408.600 inwoners waarvan 1,7% rooms-katholiek was.

## Bisschoppen
- Owen McCoy (1 april 1949 - 13 april 1973)
  - Anthony Olubunmi Okogie (hulpbisschop: 5 juni 1971 - 19 september 1972)
- Julius Babatunde Adelakun (13 april 1973 - 4 november 2009, hulpbisschop sinds 16 november 1972)
- Emmanuel Adetoyese Badejo (4 november 2009 - heden, coadjutor sinds 14 augustus 2007)

Ibadan (aartsbisdom) · Ekiti · Ilorin · Ondo · Osogbo · Oyo